# Gran Premi d'Indianapolis 500
La cursa se les 500 Milles d'Indianapolis, coneguda actualment com a Gran Premi d'Indianapolis 500 o Indianapolis 500 (també com a Indy 500) és una competició automobilística de monoplaces que té lloc anualment al Circuit d'Indianapolis, a Speedway, Indiana, Estats Units.

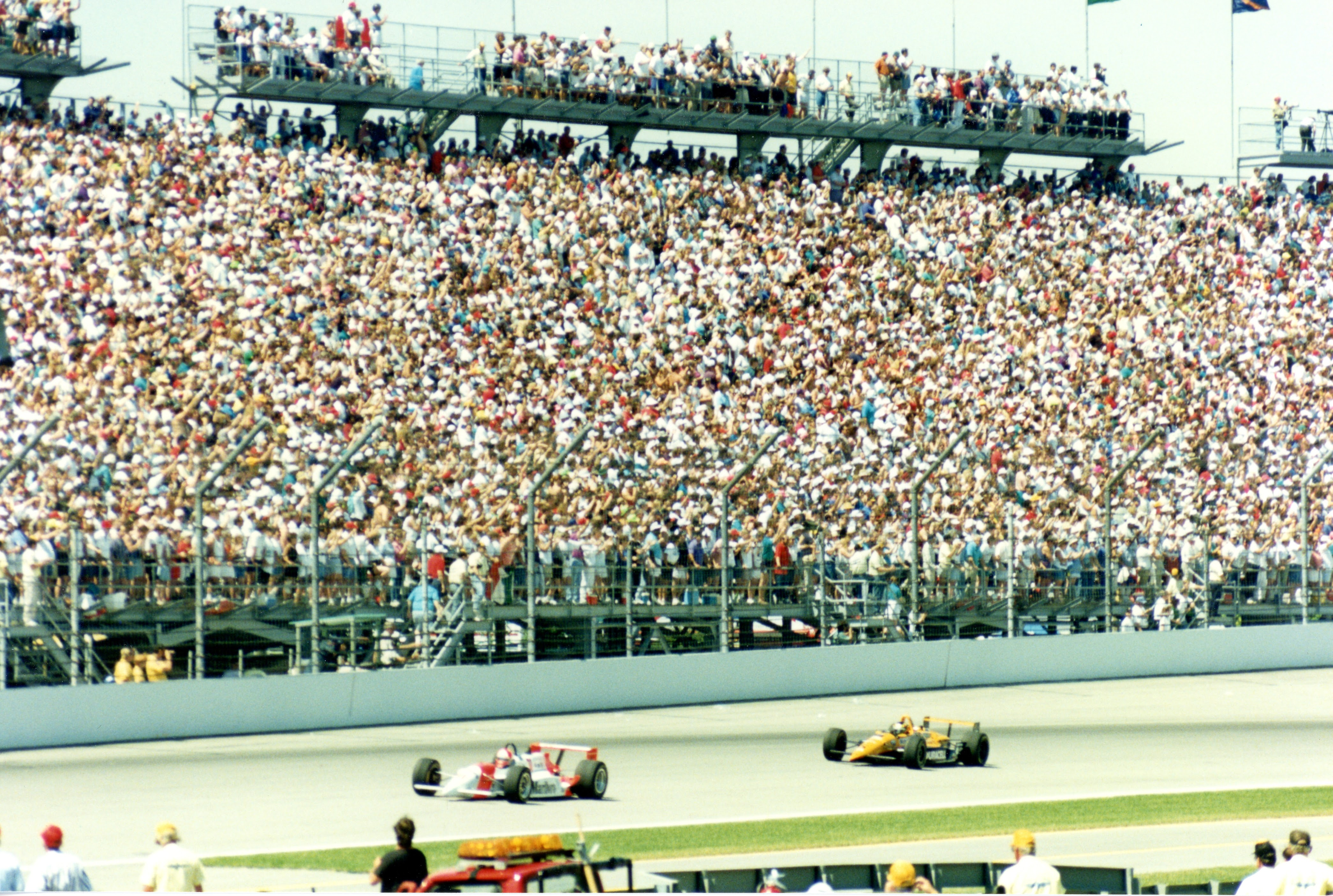
La Indy 500 l'any 1994.

## Breu història
Es tracta d'una de les competicions de motor més antigues i és un dels majors esdeveniments esportius d'un dia al món, tant en audiència televisiva com en assistència de públic.
El complex on se celebra la prova va ser construït l'any 1909, i la primera edició de la carrera es va celebrar l'any 1911.
El guanyador de l'edicio de 2025 fou el català Alex Palou, per davant Markus Ericsson.

## A la F1
A partir de la creació del campionat del món de la Fórmula 1, a la temporada 1950 i fins a la temporada de l'any 1960 la prova va ser puntuable per al campionat de la F1.

### Resultats a la F1
| Any  | Pilot           | Equip                      | Resultats |
| ---- | --------------- | -------------------------- | --------- |
| 1950 | Johnnie Parsons | Kurtis Kraft - Offenhauser | Resultats |
| 1951 | Lee Wallard     | Kurtis Kraft - Offenhauser | Resultats |
| 1952 | Troy Ruttman    | Kuzma - Offenhauser        | Resultats |
| 1953 | Bill Vukovich   | Kurtis Kraft - Offenhauser | Resultats |
| 1954 | Bill Vukovich   | Kurtis Kraft - Offenhauser | Resultats |
| 1955 | Bob Sweikert    | Kurtis Kraft - Offenhauser | Resultats |
| 1956 | Pat Flaherty    | Watson - Offenhauser       | Resultats |
| 1957 | Sam Hanks       | Epperly - Offenhauser      | Resultats |
| 1958 | Jimmy Bryan     | Epperly - Offenhauser      | Resultats |
| 1959 | Rodger Ward     | Watson - Offenhauser       | Resultats |
| 1960 | Jim Rathmann    | Watson - Offenhauser       | Resultats |

## Especificitats de la cursa
L'Indianapolis 500 se celebra anualment a l'Indianapolis Motor Speedway, un circuit oval de 4 km (2,5 milles). La pista és un rectangle arrodonit, amb quatre girs diferenciats de dimensions idèntiques, connectats per quatre rectes (dues rectes llargues i dues "curtes"). Tradicionalment, el camp consta de 33 titulars, alineats en una graella de sortida d'onze files de tres cotxes cadascuna. Els pilots corren 200 voltes, en sentit contrari a les agulles del rellotge al voltant del circuit, per una distància de 500 milles (800 km). Des dels seus inicis l'any 1911, la cursa sempre s'ha programat durant o al voltant del Memorial Day. Des de 1974, la cursa s'ha programat específicament per al diumenge del cap de setmana del Memorial Day. El cap de setmana del diumenge del Memorial Day es considera àmpliament un dels dies més importants del calendari de l'automobilisme, ja que és el dia de les 500 Milles d'Indianapolis, la Coca-Cola 600 i (fins al 2019) el Gran Premi de Mònaco. Els entrenaments i les proves de rellotge es realitzen durant les dues setmanes prèvies a la cursa, mentre que les proves preliminars diverses es fan a l'abril. La cursa és l'esdeveniment més prestigiós del calendari IndyCar, i una de les curses d'automòbils més antigues i importants. S'ha informat que és l'esdeveniment esportiu d'un sol dia més gran del món. De la mateixa manera, el mateix Indianapolis Motor Speedway és considerat com la instal·lació esportiva més gran del món en termes de capacitat.46 La bossa total va superar els 13 milions de dòlars el 2011, amb més de 2,5 milions de dòlars concedits al guanyador, cosa que el converteix en un dels fons de premis en efectiu més rics en esports. De manera similar a la Daytona 500 de NASCAR, la Indianapolis 500 se celebra normalment a principis de la temporada de la sèrie IndyCar. Això és exclusiu de la majoria dels esports on els esdeveniments importants solen ser al final de la temporada respectiva. Actualment, l'Indy 500 és el sisè esdeveniment del calendari de 17 curses d'IndyCar. Des de la dècada de 1970 fins a la de 1990, Indianàpolis va ser sovint la segona o tercera cursa de la temporada, i fins a la dècada de 1950, de vegades era el primer esdeveniment de campionat de l'any. A causa de l'alt prestigi de les 500 Milles d'Indianapolis, rivalitzant o fins i tot superant el campionat de la temporada, no és estrany que alguns equips i pilots es concentrin molt en la preparació d'aquesta cursa durant la primera part de la temporada i no se centren completament en el campionat. batalla fins després d'Indy. Per qüestions de seguretat com l'aquaplaning, la cursa no es celebra en condicions humides. En cas de retard de pluja, la cursa s'ajornarà fins que cessin els xàfecs i la pista estigui prou seca. Si plou durant la cursa, els àrbitres poden finalitzar la cursa i declarar oficials els resultats si s'ha completat més de la meitat de la distància programada (és a dir, 101 voltes). L'Indianapolis 500, així com altres curses de la sèrie IndyCar, no utilitza l'acabat de quadre verd-blanc en cas d'un groc final de carrera. La cursa es pot acabar (i en el passat ha estat) amb precaució. No obstant això, els funcionaris poden demanar una bandera vermella de final de cursa per garantir un acabat amb bandera verda, una opció que es va utilitzar el 2014 i el 2019. El circuit no té llums, per tant, el retard pot esdevenir un factor en els casos de retards llargs.

### Cotxe
L'esdeveniment és disputat per "Indy cars", una fórmula de nivell professional, monoplaça, cabina oberta, rodes obertes, cotxes de carreres construïts específicament. A partir del 2020, tots els participants utilitzen motors V6 de 2,2 litres de doble turbo, ajustats per produir una gamma de 550-750 cavalls de potència (410-560 kW). Chevrolet i Honda són els actuals fabricants de motors implicats en aquest esport. Dallara és actualment l'únic proveïdor de xassís de la sèrie. Firestone, que té una profunda història en aquest esport, que es remunta als primers 500, actualment és el proveïdor exclusiu de pneumàtics.

### Camp
El camp de sortida tradicional de 33 cotxes a Indianapolis és més gran que els camps de les altres curses d'IndyCar. El camp d'Indy normalment consisteix en totes les entrades a temps complet de la sèrie IndyCar (aproximadament entre 20 i 22 cotxes), juntament amb entre 10 i 15 entrades a temps parcial o "només per a Indy". Les entrades "Només a l'Indy", també conegudes com a "One-Offs", poden ser un cotxe addicional afegit a un equip a temps complet existent, o un equip a temps parcial que no participa en cap de les altres curses o s'hi inscriu. només algunes curses seleccionades. Els conductors "només a Indy" poden provenir d'una àmplia gamma de pedigrí, però solen ser competidors de cotxes d'Indy experimentats que no tenen un viatge a temps complet, són antics conductors a temps complet que han optat per abandonar l'estatus a temps parcial o conductors puntuals ocasionals d'altres disciplines de carreres. No és estrany que alguns pilots (especialment els antics guanyadors de la Indy 500) deixin de conduir a temps complet durant la temporada, però corren únicament a Indy durant molts anys després abans d'entrar a la jubilació total.

### Regulacions tècniques
Les especificacions tècniques de l'Indianapolis 500 estan escrites actualment per IndyCar. Les regles són generalment les mateixes que totes les altres curses d'IndyCar. En el passat, sobretot durant l'època en què l'USAC va sancionar l'Indy 500 (però CART va sancionar les altres curses de cotxes d'Indy), les regles d'Indy van variar lleugerament de vegades. El resultat, per exemple, seria que una configuració particular de xassís o motor sigui legal a Indy, però no així en els esdeveniments sancionats per CART. Això era bastant comú a la dècada de 1980 i principis de la dècada de 1990, quan els motors de "stock-block" (és a dir, el Buick V-6) se'ls va assignar un nivell més gran d'impuls del turbocompressor per part de l'USAC a Indy, en comparació amb el V-8 quad- motors de lleves. Tot i que els motors "stock block" eren tècnicament legals a la competició CART, no se'ls va donar l'avantatge d'augmentar, la qual cosa els va fer efectivament poc competitius i va impedir el seu ús per part dels equips. La manifestació més famosa de la disparitat de les regles de l'USAC va ser el motor Mercedes-Benz 500I construït per Ilmor i llançat per Roger Penske el 1994.48
Els equips poden introduir fins a dues màquines amb un número de cotxe determinat: el cotxe "principal" i un cotxe "de reserva". El cotxe de seguretat s'identifica amb la lletra "T". Per exemple, els dos cotxes de l'equip número 2 estarien numerats #2 i #2T. Els dos cotxes es poden practicar durant el mes, però a causa de les normes d'arrendament de motors, han de compartir el mateix motor. No és estrany que els equips prefereixin el seu cotxe de reserva, si es considera més ràpid, o per altres motius estratègics. A més, a mesura que avança el mes, un "cotxe T" es pot dividir en una entrada independent i reassignar un número nou o vendre's a un altre equip.
Tots els cotxes han de passar una inspecció tècnica rigorosa abans de rebre un adhesiu que indica que el cotxe és apte per a la pràctica. Diversos criteris inclouen pes mínim, dimensions i peces homologades, especialment equips de seguretat. Abans i després dels intents de qualificació, els cotxes han de passar una altra inspecció. La inspecció prèvia a la qualificació se centra en els aspectes de seguretat i es fa a la cua de qualificació del carril de boxes. És relativament breu, a causa de les limitacions de temps del procediment de qualificació. La inspecció posterior a la qualificació és molt més estricte i llarga, i té lloc a la zona del garatge. Es tracta de detectar desviacions de les directrius de rendiment establertes per la lliga, i els cotxes poden i han estat multats o desqualificats totalment si fracassen la inspecció.
Durant la cursa, es permet el treball al cotxe, però normalment es limita a treballs rutinaris d'aturada en boxes (canvi de pneumàtics i recàrrega de combustible) i petits ajustos (angles de les ales, etc.)., les parades de boxes rutinàries es completen regularment en menys de deu segons. Altres tasques més complicades, com la substitució de carrosseria danyada (ales, cons de morro, etc.), també poden ser realitzades ràpidament per les tripulacions. Es permeten reparacions més llargues i, des de 1998, els equips poden tornar a la zona del garatge per fer-hi reparacions. No obstant això, hi ha limitacions en l'extensió dels treballs de reparació permesos i en la pràctica d'aquests treballs. Els equips no poden canviar de motor, i des de 193349 s'ha establert una regla on els equips no poden afegir oli. A més, els oficials designen una volta determinada després de la qual els cotxes fora de pista que s'estan fent servei/reparació ja no poden tornar a la carrera.

### Com es decideix qui guanya
Al llarg dels anys, la cursa ha utilitzat diferents procediments de classificació. La distància de classificació actual de quatre voltes (deu milles) es va introduir per primera vegada l'any 1920 i s'ha utilitzat cada any des de 1939.50
Actualment, la classificació es fa en més de dos dies. El dia 1, les posicions 13-30 (o 13-33 si només hi ha 33 inscripcions) tenen la seva posició fixada amb totes les altres posicions establertes el dia 2. Després de la pràctica del divendres ràpid, tots els cotxes entren en un sorteig a cegues per a l'ordre de classificació. .
  Dissabte: totes les inscripcions tenen com a mínim un intent de classificació garantit i poden fer intents addicionals si el temps ho permet. Al final de la sessió, els dotze pilots més ràpids avancen a una sessió de "shootout" celebrada l'endemà per determinar la pole position i les quatre primeres files de la graella. Com s'ha esmentat anteriorment, els conductors que es classifiquen entre el 10 i el 30 tenen les seves places bloquejades i no es tornaran a classificar. Els pilots que es classifiquen en el lloc 31 o inferior avancen a una sessió separada de "shootout" també celebrada l'endemà per determinar els tres últims llocs a la graella. Per als intents de nou, hi ha dos carrils: el carril 2 es coneix com el "carril sense risc" i els conductors poden mantenir el seu temps anterior si la seva segona (o posterior) carrera és més lenta. El carril 1 es coneix com el "carril prioritari" i no es permet la circulació de cotxes del carril 2 tret que el carril 1 estigui buit. Tanmateix, per tornar a qualificar-se al carril 1 cal retirar-se qualsevol cop anterior, independentment de si l'intent és més lent que un anterior.
  Diumenge: els pilots que es van classificar 31 o menys a partir de dissabte s'esborren els seus temps originals. Hi ha una sessió de 75 minuts. Cada conductor té un intent garantit i pot fer intents addicionals si el temps ho permet. Els pilots que es classifiquen entre el 31 i el 33 tenen les seves posicions bloquejades. Els pilots que acaben en el lloc 34 o inferior no es classifiquen. Els dotze pilots més ràpids de dissabte participen en una segona ronda de classificació, amb els sis primers classificats al Firestone Fast Six. L'ordre de classificació es basa en els temps de la sessió de dissabte de més lent a més ràpid. Un cop més, s'esborren els temps del dissabte i cada pilot només té un intent, bloquejant-se a les posicions 7-12. Després d'un període de refredament, que inclou tots els cotxes que fan voltes de refredament lentes a la pista darrere del cotxe de ritme/seguretat, els sis pilots restants aconsegueixen un últim intent. El pilot més ràpid guanya la tan cobejada pole position i els cinc pilots restants tenen les seves posicions bloquejades en funció dels seus temps.
Per cada intent, els cotxes tenen dues voltes d'escalfament. En aquest moment, un membre de l'equip està ubicat a l'extrem nord del tram principal. Ell o ella ha d'agitar una bandera verda, senyalant un intent, o en cas contrari el cotxe serà agitat. L'intent pot ser anul·lat durant qualsevol de les quatre voltes per l'equip, el pilot o els oficials de carrera. (La sèrie anul·larà la carrera si és obvi que la carrera no serà prou ràpida per classificar-se i s'està fent tard el dia.) Si un intent s'apaga després de començar la carrera, l'intent compta i el temps anterior és encara es va perdre tret que els oficials de la cursa rebutgessin l'intent a causa del clima. El temps pot afectar i sovint afecta la classificació i pot provocar canvis de format d'última hora.